# Trasformazione terrestre
La locuzione trasformazione terrestre indica, in ambito militare, l'insieme delle iniziative volte a realizzare la trasformazione dell'Esercito, al fine di adattarsi ad affrontare diverse situazioni.

## Storia
La trasformazione è un processo continuo di miglioramento dello strumento militare nato, nel senso moderno del termine, negli Stati Uniti d'America durante gli anni novanta del XX secolo, con lo scopo di consentire alle forze armate di padroneggiare le innovazioni introdotte dai progressi tecnologici, particolarmente nei settori del comando e controllo.

## Italia
Le forze armate italiane hanno portato avanti vari progetti per dotarsi di sistemi di comando e controllo e raggiungere la piena interoperabilità dei propri sistemi in ambito NATO. Nel 2005 il capo di stato maggiore della Difesa ha emanato, nel quadro del proprio concetto strategico, le linee guida per la trasformazione.

### Il programmaForza NEC
Con il programma denominato Forza NEC l'Esercito Italiano ha intrapreso le azioni per rendere il proprio equipaggiamento capace di operare in questo nuovo quadro di Network Centric Warfare. L'acronimo NEC significa Network-enabled capability, una capacità militare cioè che, attraverso l'uso della tecnologia informatica, riesce a far giungere le informazioni necessarie ai vari livelli interessati in tempo reale, integrando quindi sensori, decisori ed attuatori per conseguire una risposta flessibile e pronta, mediante l'impiego delle comunicazioni integrate e sulla base di una situational awareness condivisa.
L'approccio seguito è quello di puntare sulla costituzione di un pacchetto di forze medie (su blindati VBM Freccia) per costituire una prima aliquota di forze integrate, realizzando lo scambio di informazione tra i vari nodi, a partire dal singolo soldato sino agli scaglioni di comando più elevati, per conseguire quindi una forza NEC. A causa della complessità dell'iniziativa, lo sviluppo del programma prevede, a premessa dell'acquisizione dei sistemi, una fase di Concept Development & Experimentation, il cui scopo è sperimentare idee e architetture su prototipi, procedendo per spire, ovvero immettendo lotti successivi che capitalizzino i progressi e gli ammaestramenti che si renderanno disponibili durante l'avanzamento del programma.

### I progressi nei teatri operativi
Parallelamente all'impegno nel quadro del programma Forza NEC, l'Esercito Italiano è impegnato in complesse operazioni, particolarmente in Afghanistan, dove sono in corso notevoli progressi nel campo dell'integrazione tra i vari sistemi dei paesi contributori. Di particolare rilievo è la creazione dell'Afghan Mission Network, una rete che consenta lo scambio integrato di informazioni tra i vari elementi di ISAF.
Il lavoro d'integrazione deve quindi tenere conto dei risultati e degli ammaestramenti ricavati nel corso delle operazioni, confermando la validità dell'approccio al problema con una fase di Concept development & Experimentation.

## NATO
La trasformazione della NATO mira a creare una forza militare in grado di padroneggiare le innovazioni tecnologiche degli ultimi venti anni, nel contempo più rischierabili, integrate sia in senso interforze che multinazionale e più efficienti nell'addestramento e nell'esecuzione dei compiti militari. Si tratta quindi di un cambio di mentalità e attitudine così come di un intervento sugli armamenti ed i sistemi di comando e controllo, che devono essere in grado di interagire tra loro per consentire l'interoperabilità.
Nel 2004 la NATO costituisce a Norfolk, in Virginia, il "Comando Alleato per la Trasformazione", con il compito di guidare la trasformazione militare della NATO.

## Stati uniti d'America

### Digitalizzazione e Network Centric Warfare
Le iniziative portate avanti al termine della prima guerra del Golfo riguardavano inizialmente la capacità di collegare i diversi sensori presenti sul campo di battaglia, mediante lo scambio automatico dei dati tra i vari sistemi, in quella che venne denominata la "digitalizzazione del campo di battaglia". Successivamente, sulla base dell'enorme sviluppo della world wide web, che già negli anni novanta connetteva milioni di computer nella stessa rete, nasce la dottrina della "Net-Centric Warfare", tesa a rendere possibile la gestione del campo di battaglia con tecnologie informatiche. L'intento era massimizzare l'efficacia dello strumento militare, permettendo una più rapida circolazione delle informazioni, rendendo fruibile l'insieme delle informazioni provenienti da una moltitudine di sensori, aumentando la precisione degli ingaggi e la comprensione comune della situazione (situational awareness).